# Sarāb-e Zārem
Sarāb-e Zārem (persiska: سراب زارم) är en ort i Iran.   Den ligger i provinsen Lorestan, i den nordvästra delen av landet, 300 km sydväst om huvudstaden Teheran. Sarāb-e Zārem ligger 1 512 meter över havet och antalet invånare är 471.
Terrängen runt Sarāb-e Zārem är kuperad österut, men västerut är den platt. Runt Sarāb-e Zārem är det tätbefolkat, med 257 invånare per kvadratkilometer. Närmaste större samhälle är Borujerd, 10,5 km nordväst om Sarāb-e Zārem. Trakten runt Sarāb-e Zārem består till största delen av jordbruksmark.